# Dipartimento di Los Lagos
Los Lagos è un dipartimento argentino, situato nell'estrema parte meridionale della provincia di Neuquén, con capoluogo Villa La Angostura.
Esso confina a nord con il dipartimento di Lácar, a est e a sud con la provincia di Río Negro, e ad ovest con la repubblica del Cile.
Secondo il censimento del 2001, su un territorio di 4.230 km², la popolazione ammontava a 8.654 abitanti, con un aumento demografico del 106,98% rispetto al censimento del 1991.
Il dipartimento, nel 2001, è suddiviso in:
- 1 comune di prima categoria (dal 2003): Villa La Angostura
- 1 comisión de fomento: Villa Traful

Fanno parte del territorio del dipartimento l'area centro-nord del Parco nazionale Nahuel Huapi e l'intero Parco nazionale Los Arrayanes.